# Однополые браки в Бразилии
Однополые браки в Бразилии были легализованы де-факто 14 мая 2013 года решением Национального совета юстиции. Решение было опубликовано 15 мая и вступило в силу 16 мая 2013 года. Право однополых пар на регистрацию гражданских союзов в Бразилии было признано по решению Верховного суда страны 5 мая 2011 года. Уже с января 2012 года по апрель 2013 года Верховные суды тринадцати штатов Бразилии (из 26) и столичного округа признавали право однополых пар на брак.

## Однополые союзы
5 мая 2011 года Верховный суд страны постановил, что запрет однополых союзов противоречит Конституции страны и является дискриминацией однополых пар. Из одиннадцати судей десять проголосовали за признание однополых союзов, один судья воздержался. В ходе обсуждения судьи пришли к выводу, что Конституция страны не содержит запрета на однополые союзы, которые, по их мнению, позволяют гражданам реализовать их право на частную жизнь и равенство перед законом.
Согласно решению суда, однополые союзы получают практически все права, которыми обладают разнополые пары, в том числе и право на пенсионное пособие, наследство, а также, как считает ряд юристов, право на усыновление детей.
Запрос на легализацию однополых гражданских союзов поступил в Верховный суд Бразилии от генеральной прокуратуры в 2009 году. Генпрокуратура предприняла этот шаг в связи с тем, что законопроект об однополых союзах находился без движения в парламенте уже более десяти лет.
Активисты бразильского ЛГБТ-движения назвали решение суда историческим.
Президент Бразилии Дилма Русеф, избранная в ноябре 2010 года, рассматривала вопрос об однополых парах как один из важнейших вопросов в реформировании социальной сферы.

## Однополые браки

### Признание однополых браков в частном порядке
После легализации однополых союзов в Бразилии в разных регионах страны в суды различных инстанций было направлено множество исков от однополых пар о признании заключённых ими союзов полноценными браками. Некоторые из них были удовлетворены, другие — отклонены. Первое положительное решение было получено в Сан-Паулу, где Верховный суд штата 27 июня 2011 года разрешил мужской паре преобразовать их гражданский союз в брак.
В октябре 2011 года Верховный апелляционный суд Бразилии удовлетворил иск состоящей в однополом союзе лесбийской пары, признав их союз полноценным браком. Данное решение суда отменяет два решения нижестоящего суда об отказе признать брак двух женщин.

### Легализация однополых браков на региональном уровне
6 января 2012 года Верховный суд бразильского штата Алагоас признал за однополыми парами законное право на заключение полноценного брака. 17 января 2012 года в штате был заключён первый однополый брак между двумя мужчинами. Этот брак не стал уже первым в стране, после того как в октябре 2011 года гражданский союз двух женщин был признан судом полноценным браком.
В последующие месяцы однополые браки были признаны ещё в нескольких штатах. По состоянию на апрель 2013 года однополые браки в Бразилии могли быть зарегистрированы в четырнадцати регионах страны — в тринадцати штатах (из 26), а также в столице:
1. Алагоас (с 6 января 2012 года)[11]
2. Сержипи (с 15 июля 2012 года)
3. Эспириту-Санту (с 15 августа 2012 года)
4. Баия (с 10 октября 2012 года)[13]
5. Федеральный округ (Бразилия) (с 1 декабря 2012 года)
6. Пиауи (с 15 декабря 2012 года)[14]
7. Сан-Паулу (с 18 декабря 2012 года)[15]
8. Сеара (с 15 марта 2013 года)
9. Парана (с 26 марта 2013 года)
10. Мату-Гросу-ду-Сул (со 2 апреля 2013 года)
11. Рио-де-Жанейро (с 19 апреля 2013 года)
12. Рондония (с 26 апреля 2013 года)
13. Санта-Катарина (с 29 апреля 2013 года)[16]
14. Параиба (с 29 апреля 2013 года)[17][18]

### Легализация однополых браков на федеральном уровне
14 мая 2013 года однополые браки были легализованы во всей стране решением осуществляющего надзор за судебной системой в стране Национального совета юстиции (14 голосов — «за», один — «против»).. Члены Совета пришли к мнению, однополые пары, желающие заключить союз, имеют право на полноценный брак, а не на гражданский союз. Также судьи постановили, что все ранее заключённые однополые гражданские союзы должны быть преобразованы в брак по заявлению состоящих в них однополых пар. Теоретически решение Совета юстиции может быть оспорено в Верховном суде, но эксперты считают этот вариант маловероятным.
Решение Совета было опубликовано 15 мая и вступило в силу 16 мая 2013 года.